# Yevhen Murayev

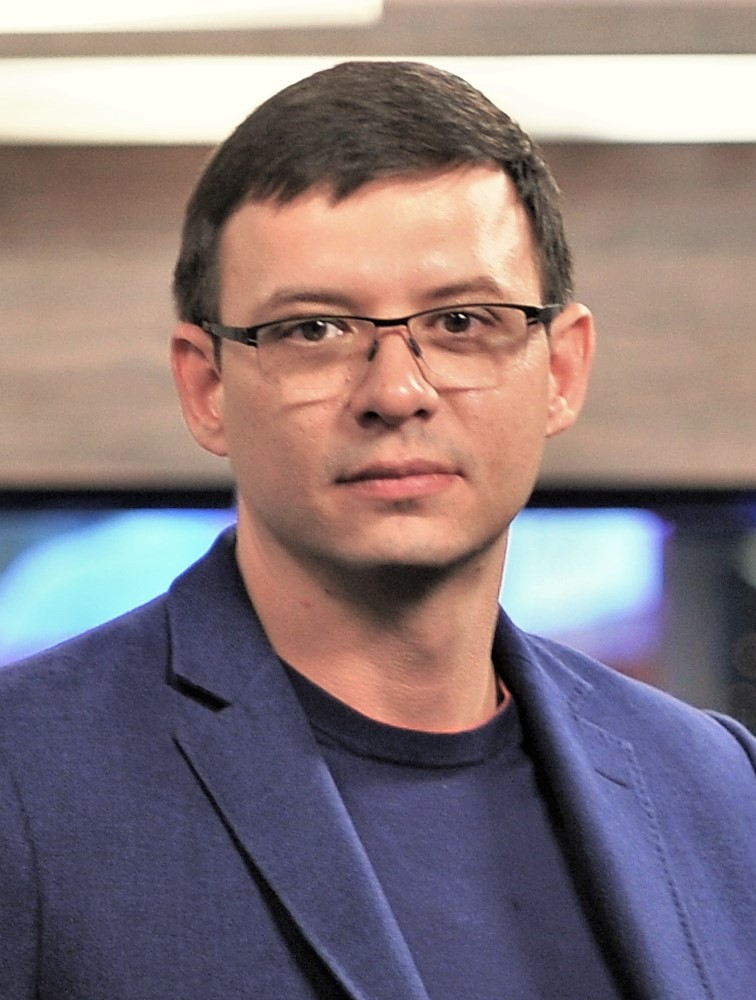
Murayev Evgen en 2015

Yevheniy Volodymyrovych Murayev (ucraniano : Євгеній Володимирович Мураєв ; nacido el 2 de diciembre de 1976) es un político y propietario de un medio de comunicación ucraniano. Es el actual líder del partido político Nashi.
Murayev ha sido diputado del Consejo del Óblast de Járkov (dos convocatorias) y diputado del parlamento ucraniano entre 2012 y 2019 (VII convocatoria y VIII convocatoria). En las elecciones parlamentarias de Ucrania de 2019, Murayev encabezó la lista nacional del Bloque de Oposición, pero el partido no logró obtener un escaño parlamentario.
Murayev es exmiembro del Partido de las Regiones y del Bloque de Oposición y expresidente del consejo político de la Plataforma de Oposición - Por la Vida.

## Primeros años y carrera profesional
Murayev nació el 2 de diciembre de 1976 en Zmiiv, Óblast de Járkov en la entonces RSS de Ucrania de la Unión Soviética. El padre de Murayev, Volodymyr Kuzmych, era el director general de la empresa constructora Rapid CJSC. Su madre, Olha Oleksiivna, fue profesora asociada del departamento de química de la Universidad Nacional de Járkov.
En 1994, Murayev ingresó a la Facultad de Economía de la Universidad de Járkov, donde se graduó en 1999. Completó con distinción. Recibió su segunda educación superior en la Universidad Nacional de Derecho Yaroslav Mudryi, donde se graduó en 2014.
Desde 2000, Murayev trabajó en varias empresas en puestos de responsabilidad. Ocupó el cargo de director de LLC "Anklav", empresa que se dedica al comercio al por mayor de productos derivados del petróleo. De 2001 a 2007 fue director de MKM-Khirkov LLC y de 2009 a 2010 fue director de Eastern Financial Group LLC.

## Carrera política y mediática
En las elecciones locales de Ucrania de 2006, Murayev fue elegido por el partido Viche en el Consejo del Óblast de Járkov. En la misma elección, no logró ser elegido para el Concejo Municipal de Járkov por el mismo partido.
En las elecciones parlamentarias de Ucrania de 2007, Murayev no logró obtener un escaño como parte de la alianza electoral KUCHMA. En esas elecciones, este bloque no logró ingresar al parlamento ganando solo el 0,10% del voto nacional.
Murayev fue reelegido en el Consejo del Óblast de Járkov durante las elecciones locales de Ucrania de 2010, esta vez por el Partido de las Regiones.
En 2010 Murayev fue nombrado jefe del Raión de Zmiv por el presidente Viktor Yanukovich.
En las elecciones parlamentarias de Ucrania de 2012 fue elegido en el distrito electoral 181 ubicado en Zmiv. Él, como candidato del Partido de las Regiones, ganó el distrito con el 56,15% de los votos. Fue Presidente del Subcomité de Relaciones Económicas Exteriores y Cooperación Transfronteriza. Tras su elección, renunció como jefe del Raión de Zmiv.
En julio de 2019, Murayev le dijo a Dmitro Gordon que sacó a Mikola Azárov de Ucrania de Járkov a Bélgorod durante los eventos de Euromaidán.
En las elecciones parlamentarias de Ucrania de 2014, Murayev fue reelegido como candidato independiente en (el mismo) distrito 181. En 2014 ganó la reelección con el 48,95%. De 2015 a 2016 fue miembro de la facción del Bloque de Oposición. En el parlamento, fue miembro del Comité Parlamentario de Política Tributaria y Aduanera.
En 2018, Murayev se convirtió en presidente del consejo político del partido Plataforma de Oposición - Por la Vida. En septiembre de 2018, dejó Plataforma de Oposición - Por la Vida y cinco días después creó el nuevo partido político Nashi (Nuestro).
El 10 de enero de 2019, el partido de Murayev lo eligió como su candidato en las elecciones presidenciales de Ucrania de 2019. El 7 de marzo de 2019, Murayev se retiró de las elecciones a favor de Oleksandr Vilkul. También anunció que el bloque de oposición del partido de Vilkul y Nashi pronto se fusionarían. En las elecciones parlamentarias de Ucrania de 2019, Murayev encabezó la lista nacional del Bloque de Oposición que obtuvo el 3,23% de los votos y, por lo tanto, no superó la barrera electoral del 5%, por lo que Murayev quedó fuera del parlamento.
En 2014, Murayev se convirtió en propietario del canal de Internet de Járkov "Robinson TV", el sitio web MIGnews y el canal de noticias NewsOne. Es el fundador del canal de televisión prorruso NASH, que era propiedad de su padre Volodymyr Murayev, y a las 6 a. m. del 7 de noviembre de 2018, NASH anunció que comenzaría a transmitirse en otoño bajo el liderazgo del antiguo propietario de NewsOne. El canal de televisión NewsOne fue prohibido por decreto del presidente Volodímir Zelenski en febrero de 2021. Desde entonces, NASH ha ocupado el lugar de los canales de televisión prorrusos prohibidos, ya que en su mayoría presenta a los mismos invitados y mensajes similares.
En enero de 2022, el gobierno británico acusó a Rusia de buscar derrocar al gobierno de Ucrania a través de la fuerza militar y reemplazarlo con una administración prorrusa posiblemente dirigida por Murayev. La ministra de Relaciones Exteriores británica, Liz Truss, escribió en Twitter que el Reino Unido "no tolerará el complot del Kremlin para instalar un liderazgo prorruso en Ucrania". Murayev negó cualquier plan de este tipo. Yevhen Murayev rechazó la declaración ya que está bajo sanciones rusas. Rusia desestimó la acusación como "desinformación". El Ministerio de Relaciones Exteriores de Rusia dijo que la acusación británica era "evidencia de que son los países de la OTAN, encabezados por los anglosajones, los que están aumentando las tensiones en torno a Ucrania". Volodymyr Fesenko, un analista político ucraniano, escribió que "Murayev, a pesar de ser prorruso, no es una figura muy cercana al Kremlin, especialmente en comparación con Viktor Medvedchuk".
En febrero de 2022, se anunció que el Consejo de Defensa y Seguridad Nacional de Ucrania había introducido sanciones contra el canal de televisión NASH, en el que Murayev aparece regularmente. El canal se va a cerrar.